# Direktdemokrati

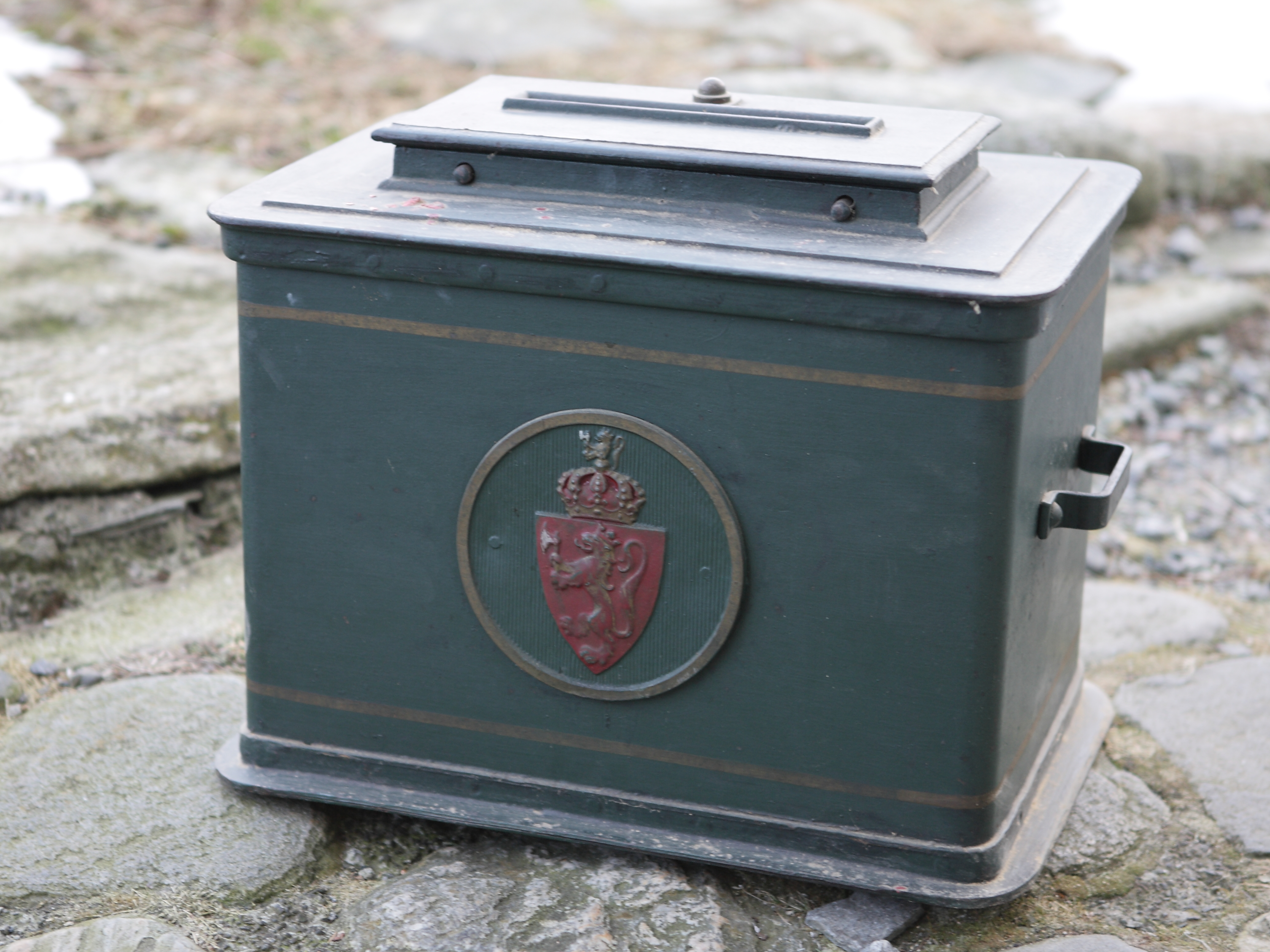
En äldre valurna från Norge

Direktdemokrati, även direkt demokrati, är en beslutsform där beslut i enskilda frågor fattas i demokratisk ordning direkt av de röstberättigade själva. Direkt demokrati kan bland annat förekomma i föreningar, vid möten eller stämmor, normalt när antalet röstberättigade är ganska litet. Direkt demokrati som styrelseskick på nationell nivå existerar i dag inte, utan vanligen förekommer olika former av representativ demokrati där representanter valda av de röstberättigade fattar beslut i enskilda frågor. 
Däremot finns inslag av direkt demokrati i många representativa demokratier, till exempel i form av folkomröstningar. Den tidiga atenska demokratin kan sägas ha tillämpat en form av direkt demokrati med endast ett fåtal, huvudsakligen militära valda ämbetsmän. På kantonal nivå har direktdemokrati varit ett starkt inslag i Schweiz genom så kallade Landsgemeinde, som emellertid avskaffats i alla utom två kantoner.

## Direktdemokrati som styrelseskick
Förespråkare av direktdemokrati anser att det direkta politiska inflytandet och ansvaret hos befolkningen ska ökas, och att vad de kallar väljarapatin och det skendemokratiska politikerstyret ska minskas. De försöker "återerövra demokratins faktiska innehåll". Direktdemokratins kritiker invänder i allmänhet att direktdemokrati skulle vara opraktiskt; dagens civilisationer antas vara alltför komplexa och antalet medborgare alltför stort för att samtliga beslut ska kunna fattas på detta sätt. Denna invändning tillbakavisas av direktdemokratins förespråkare.
Den typ av direkt demokrati där folket röstar direkt i den fråga som ska beslutas om existerar idag på regional nivå i EZLN:s område i Chiapas, Mexiko. Det handlar om en ”platt organisation som styrs nerifrån byarna med direktdemokrati.
I Schweiz genomförs regelbundna folkomröstningar i olika frågor och medborgaren kan genom medborgarinitiativ föra upp egna frågor till omröstning och därigenom kringgå de valda politikerna. En fördel som nämns av Schweiz med många folkomröstningar är ökad politisk stabilitet i landet.
Sociologen Erik Olin Wright skrev i sin bok Envisioning Real Utopias (2010) om exempel där man lagt makten över budgetprocessen hos medborgarna, vilket fick en rad olika positiva effekter.

### Folkomröstningar
Man skiljer på beslutande folkomröstningar, decisiva, och rådgivande folkomröstningar, konsultativa. Utifrån hur en folkomröstning initieras kan man också skilja på om omröstningen måste hållas i vissa frågor, obligatorisk folkomröstning, eller om det är frivilligt för ett lands parlament att hålla folkomröstning, fakultativ folkomröstning. Dessutom skiljer man vanligen på om den fråga som ska beslutas om har initierats av folket, folkinitiativ, eller av den styrande församlingen. En form av direkt demokrati som bara medger konsultativa och fakultativa folkomröstningar initierade av den styrande församlingen kan sägas vara mycket svagare än om folket själv kan genomdriva en folkomröstning i en fråga vald av folket, och resultatet måste respekteras av den styrande församlingen.,
Svenska folkomröstningar är rådgivande och i vissa frågor finns ett krav på obligatorisk folkomröstning. På kommunal nivå kan också folket tvinga fram en folkomröstning i en viss fråga. De valda representanterna har dock stor möjlighet att påverka både de valbara alternativen liksom själva texterna för dessa. Man har sedan även stor möjlighet att tolka resultaten och även ignorera eller fördröja fattade beslut.

### Generalförsamling, råd, delegater
En annan form av direktdemokrati är när samhället organiseras horisontellt med autonoma arbetarråd eller motsvarande lokalgrupper. Varje generalförsamling väljer ett råd, vars delegater företräder detta med ett bundet mandat. Delegaterna är också när som helst återkallbara. Dessa råd kan sedan federeras regionalt och nationellt, men makten och beslutanderätten finns alltid kvar i de minsta enheterna. Denna form av direktdemokrati kallas ofta rådsdemokrati och förespråkas bland annat av syndikalister.

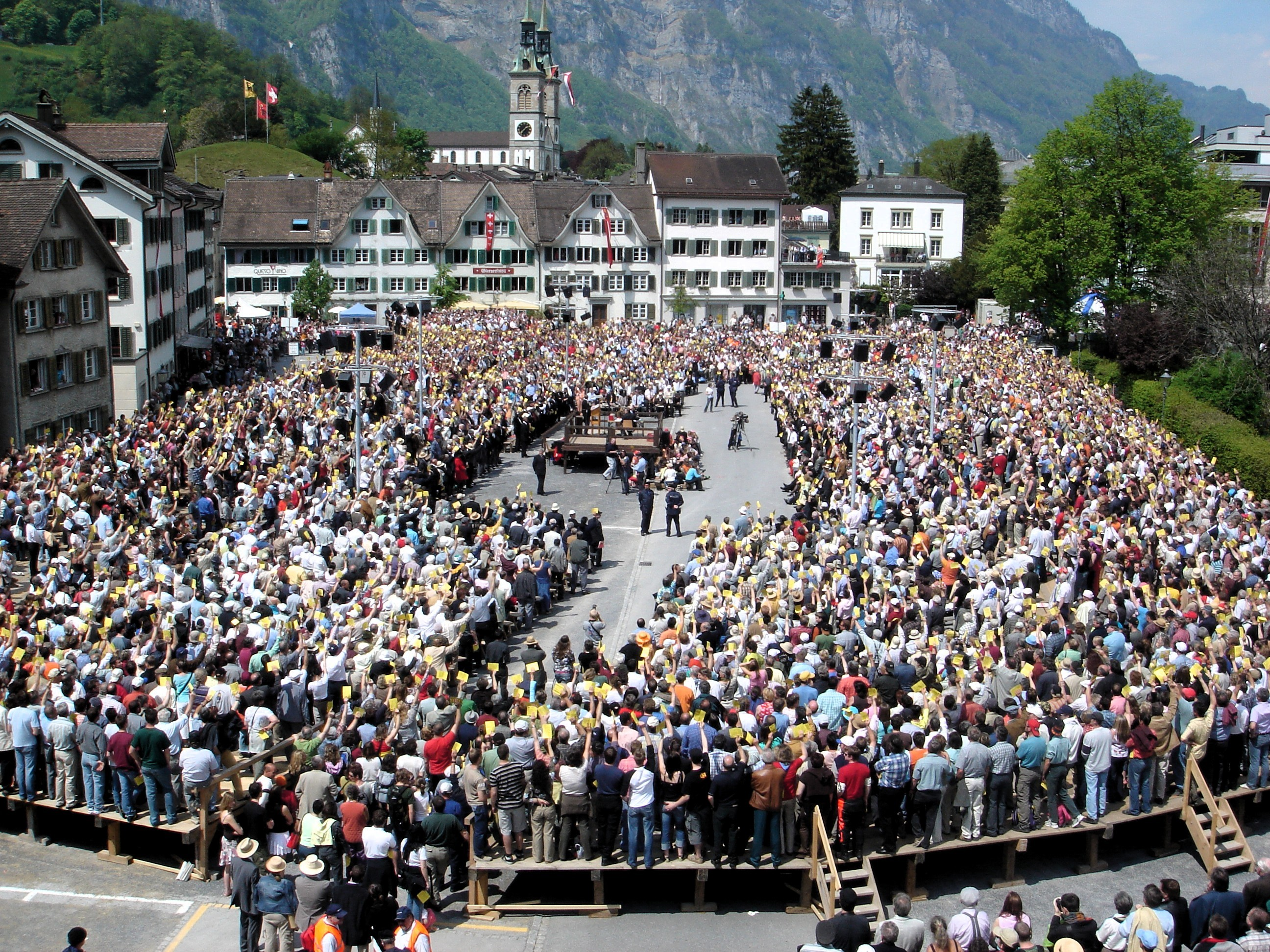
Landsgemeinde i Glarus. Varje röstberättigad kantonsmedborgare är välkommen att lägga förslag och beslut fattas genom handuppräckning.

I två av de 26 kantoner i Schweiz avgörs de kommunala besluten även i dag med handuppräckning inom en avgränsad zon på offentlig plats vissa på förhand givna datum. Sen 1996 har tre kantoner övergått till omröstning med sedel som läggs i en valurna eller sänds med post. På nationell nivå krävs folkomröstning om grundlagsändringar samt om ett visst antal namnunderskrifter insamlas, som t.ex. i samband med det kontroversiella minaretförbudet 2010. På senare tid har röstning via modern teknik såsom mobiltelefoni och Internet gjort sitt intåg i Schweiz. De svenska kommunalstämmorna hade ett direktdemokratiskt inslag före kommunreformen på 1950-talet. 

## Nackdelar
Kritiker mot direktdemokrati brukar hävda att storleken på dagens samhällen samt mängden och komplexiteten av de politiska frågorna omöjliggör direktdemokrati i någon vettig form. Beslut är idag sällan enkla ja eller nej frågor. En annan invändning är att det krävs politiker för att folket ska ha någon att utkräva ansvar av och att endast heltidspolitiker påstås ha tid och resurser att skaffa sig den helhetsbild av politiken som krävs för att fatta löpande beslut.

## Modern tekniks betydelse för direktdemokrati
Många av nackdelarna med direktdemokrati kan avhjälpas tack vare den moderna digitaltekniken. Med hjälp av datorer och Internet kan även stora delar av en befolkning rösta löpande i många olika frågor. Då valmyndigheterna i dagsläget är emot elektronisk röstning via Internet med argumentet att man inte kan garantera valhemligheten och att den vars röst avläggs också är den som röstar är information via Internet följd av elektronisk röstning i vallokal det troligaste upplägget. Modern datorteknik har också möjliggjort representativ direktdemokrati, en hybrid av direktdemokrati och representativ demokrati där väljarna först väljer en representant (ett parti) som i en representativ demokrati men sedan kan överrösta sin egen representant genom att rösta själv i en specifik fråga som i en direktdemokrati.

## Direktdemokratiska partier
I Vallentuna kommun har partiet Demoex haft ett mandat i kommunfullmäktige sedan 2002. Demoex låter alla medborgare i Vallentuna kommun rösta på partiets hemsida om hur partiets kandidat i fullmäktige ska rösta i de olika frågorna. Kommuninvånare kan även via hemsidan lägga förslag som partiets företrädare lägger fram som partiets motioner. Även om det i detta upplägg fortfarande finns en representant och därför tekniskt sett är representativ demokrati så har denna representant förbundit sig att rösta precis som medborgarna bestämmer, således kan det sägas vara direktdemokrati via ombud och Demoex brukar också betraktas som världens första direktdemokratiska parti. 
På riksnivå fanns partiet Aktiv Demokrati som hade mycket begränsad framgång. Den 23 mars 2014 slogs Demoex och Aktiv Demokrati ihop och partiet Direktdemokraterna bildades. Direktdemokraterna förespråkar en blandning av direktdemokrati och flytande demokrati. Flytande demokrati innebär att personer som inte vill eller har tid att rösta kan låta någon annan rösta åt dem genom att delegera sina röster.

## Direktdemokrati inom skolvärlden
Skolor kan använda sig av direktdemokrati i olika grad och på olika sätt. I Sudburyskolorna låter man till exempel skolorna styras helt av Skolmötet, där såväl elever som personal har en röst var, vilket gör att eleverna är i kraftig majoritet. 